# Trnovec pri Slovenski Bistrici
Trnovec pri Slovenski Bistrici – wieś w Słowenii, w gminie Slovenska Bistrica. W 2018 roku liczyła 77 mieszkańców.